# 28. Feldartillerie-Brigade (Deutsches Kaiserreich)
Die 28. Feldartillerie-Brigade war ein Großverband der Preußischen Armee.

## Geschichte
Die 28. Feldartillerie-Brigade hatte ihren Ursprung in der badischen Artillerie-Brigade, die am 4. September 1819 aufgestellt und im Rahmen der Militärkonvention zwischen dem Königreich Preußen und dem Großherzogtum Baden zum 1. Juli 1871 in  Badische Artillerie-Brigade Nr. 14 umbenannt wurde.
Zum 18. Juli 1872 wurde sie in 14. Feldartillerie-Brigade umbenannt und dabei das Fußartillerie-Regiment (früher Festungs-Artillerie-Regiment) direkt dem Armee-Korps unterstellt. Dafür wurde das Feldartillerie-Regiment in seinem Bestand erweitert und geteilt. Das eine Regiment erhielt den Zusatz „Divisions-Artillerie“ und das andere „Korps-Artillerie“. Dies verdeutlichte ihre Einsatzbestimmung im Kriegsfall.
Mit der Allerhöchsten Kabinetsordre (AKO) vom 7. Mai 1874 wurde die vorläufige Organisation der Feldartillerie von 1872 aufgehoben und die Bezeichnungen „Korps- und Divisionsartillerie“ abgelegt.
Eine weitere Reform stand mit der (AKO vom 14. März 1889) an: die Feldartillerie-Inspektionen wurden aufgelöst und die Feldartillerie-Brigaden direkt den Armee-Korps unterstellt.
Am 16. Februar 1917 wurde sie zum Artilleriekommandeur 28 umfunktioniert, dem damit die taktische Führung der gesamten sächsischen Feld- und schweren Artillerie oblag.
Sie war Teil der 28. Division, die dem XIV. Armee-Korps in Karlsruhe zugeordnet war.

### Gliederung
- 1871

Badisches Feldartillerie-Regiment Nr. 14 und Badisches Festungsartillerie-Abteilung Nr. 14
- 1872 bis 1874

Badisches Feldartillerie-Regiment Nr. 14 Korps-Artillerie und Badisches Feldartillerie-Regiment Nr. 14 Divisions-Artillerie
- 1874 bis 1890

1. Badisches Feldartillerie-Regiment Nr. 14 und 2. Badisches Feldartillerie-Regiment Nr. 30
- 1891 bis 1899

Wie vor, zusätzlich Badisches Train Bataillon Nr. 14
- 1899 bis 1914

Feldartillerie-Regiment Großherzog (1. Badisches) Nr. 14 und 3. Badisches Feldartillerie-Regiment Nr. 50
- Kriegsgliederung bei Mobilmachung 1914

Wie vor
- Kriegsgliederung am 26. Mai 1918

Artilleriekommandeur Nr. 28:
Feldartillerie-Regiment Nr. 14 und Fußartillerie-Bataillon Nr. 55

### Deutscher Krieg 1866
Im Krieg Preußens gegen das Kaisertum Österreich traten die badischen Truppen nach einigem Zögern an die Seite Österreichs und mussten gegen Preußen eine bittere Niederlage hinnehmen.

### Deutsch-Französischer Krieg 1870/1871
Im Krieg gegen Frankreich bildeten die badischen Truppen eine Felddivision, die mit 13 Bataillonen, 12 Schwadronen und 54 Geschützen fast die gesamte Armee umfasste. General Gustav Friedrich von Beyer führte diesen Verband.

### Erster Weltkrieg
Die Brigade kam im Verband der 28. Division ausschließlich an der Westfront zum Einsatz.
Zu den Kampfhandlungen, Gefechten und Schlachten siehe Kampfgeschehen der 28. Division.

### Brigadekommandeure
| Name                                        | Datum                                    |
| ------------------------------------------- | ---------------------------------------- |
| Artillerie-Brigade (Großherzogtum Baden)    |                                          |
| Nikolaus Stolze                             | 4. September 1819 bis 10. Juli 1824      |
| Karl Freiherr von Lassolaye                 | 11. Juli 1824 bis 27. Oktober 1845       |
| Georg Schubert                              | 28. Oktober 1845 bis 12. August 1849     |
| Joseph Karl Valentin von Theobald           | 13. August 1849 bis 3. Januar 1850       |
| Damian Ludwig                               | 4. Januar 1850 bis 19. Mai 1854          |
| Philipp von Faber                           | 20. Mai 1854 bis 16. Mai 1859            |
| Matthias Zeroni                             | 17. Mai 1859 bis 3. Februar 1864         |
| Karl Graf von Sponeck                       | 4. Februar 1864 bis 9. Juli 1871         |
| 14. Feldartillerie-Brigade                  |                                          |
| Karl Hausmann                               | 10. Juli 1871 bis 29. November 1871      |
| Rudolf von Helden-Sarnowski                 | 30. November 1871 bis 21. September 1877 |
| Maximilian von Eynatten                     | 22. September 1877 bis 10. Februar 1886  |
| Carl von Rheinbaben                         | 11. Februar 1886 bis 16. Juni 1889       |
| Anton von Froben                            | 17. Juni 1889 bis 27. Juli 1892          |
| Erwin von Mohl                              | 28. Juli 1892 bis 15. Juni 1894          |
| Ernst von Reichenau                         | 16. Juni 1894 bis 24. März 1899          |
| Julius von Beck                             | 25. März 1899 bis 30. September 1899     |
| 28. Feldartillerie-Brigade                  |                                          |
| Julius von Beck                             | 1. Oktober 1899 bis 21. April 1902       |
| Maximilian von Roehl                        | 22. April 1902 bis 23. April 1906        |
| Ferdinand Roeder von Diersburg              | 24. April 1906 bis 30. Juni 1907         |
| Franz Friedrich von Pfeil und Klein-Ellguth | 1. Juli 1907 bis 27. April 1912          |
| Karl Friedrich Siegfried Fabarius           | 28. April 1912 bis 23. Dezember 1917     |
| Karl von Herff                              | 24. Dezember 1917 bis Oktober 1918       |
| Richard von Laer                            | Oktober 1918 bis Kriegsende              |
| Otto von Deimling                           | 26. Januar 1919 (Demobilisierung)        |